# ميروسلاف ماركوفيتش
ميروسلاف ماركوفيتش (4 نوفمبر 1989 بأراندجيلوفاتس في صربيا - ) هو لاعب كرة قدم صربي في مركز الهجوم. لعب مع بانيك أوسترافا وزبرويوفكا برنو ونادي روجومبيروك وغرافين فالشيم ‏ وFK Čáslav ‏ وFK Dukla Prague ‏ والنادي الرياضي بكالوني وفيكتوريا زيزكوف وNK Krka ‏ وSK Dynamo České Budějovice ‏.

## وصلات خارجية
- ميروسلاف ماركوفيتش على موقع قاعدة بيانات كرة القدم.إي يو (الإنجليزية)
- ميروسلاف ماركوفيتش على موقع Soccerway.com (الإنجليزية)
- ميروسلاف ماركوفيتش على موقع عالم كرة القدم.نت (الإنجليزية)
- ميروسلاف ماركوفيتش على موقع AS.com (الإسبانية)